# A Kongói Demokratikus Köztársaság világörökségi helyszínei
A Kongói Demokratikus Köztársaság területéről eddig öt helyszín került fel a világörökségi listára, öt helyszín a javaslati listán várakozik a felvételre.
Az UNESCO egy úgynevezett Veszélyeztetett világörökségi helyszínek listáján tarja nyilván azokat a helyeket, amelyeket megsemmisülés vagy rombolás veszélye fenyeget. A Kongói Demokratikus Köztársaság zavaros belpolitikai helyzete miatt az ország mind az öt helyszíne felkerült erre a listára.
| | Virunga Nemzeti Park |
| 1979 |                      |
| Veszélyeztetett világörökségi helyszínek listájára került: 1994 |                      |
| Természeti (VII)(VIII)(X) |                      |
| Védett terület: 800 000 ha, hivatkozás: 63 |                      |
| A több bioföldrajzi terület határán fekvő Virunga Nemzeti Park 8000 négyzetkilométer kiterjedésű. Az ugandai és ruandai határ közelében létesített park Kongó északkeleti részén terül el és itt található az ország legcsapadékosabb és legszárazabb övezete is. Változatos domborzata sokszínű élettér, köztük mocsár, szavanna, hómező (a Ruwenzori-hegység magassága eléri az 5000 métert), láva borította síkság és vulkánok oldalát borító erdők kialakulását tette lehetővé. A parkot mintegy kétszáz emlősfaj népesíti be, köztük elefántok, vízilovak, párducok, okapik, antilopfajok, kafferbivalyok, varacskos disznó, csimpánzok és gorillák. A park ezen kívül a Szibériából és Európából érkező vándormadarak telelőhelye is. A védett terület leghíresebb lakója a kihalással fenyegetett hegyi gorilla, aminek itt található az egyik utolsó menedéke. A populációt 2011-ben hétszáz példányra becsülték, ennek fele élt a parkban. A területen hőforrások is működnek, a Virunga-hegység egyes tűzhányói még ma is aktívak. Az utolsó háborúig a folyókban élő vízilovak száma elérte a húszezret. A nemzeti park a Kongóban uralkodó polgárháborús állapotok miatt 1994-ben felkerült a veszélyeztetett világörökségeket tartalmazó listára. |                      |

| | Garamba Nemzeti Park |
| 1980 |                      |
| Veszélyeztetett világörökségi helyszínek listájára került: 1984 - 1992, 1996 - jelenleg is |                      |
| Természeti (VII)(X) |                      |
| Védett terület: 500 000 ha, hivatkozás: 136 |                      |
| A Nílus és Kongó folyók közötti vízválasztónál található 5000 négyzetkilométeres területet már 1938-ban nemzeti parkká nyilvánították. Az ország északkeleti részében, a szudáni határ mentén kialakított parkot embermagasságú fű borítja. A dombos fennsíkon fekvő nehezen megközelíthető természetvédelmi területet kifejezetten zsiráfok, valamint a szélesszájú orrszarvú északi alfaja a fehér orrszarvú védelmére hozták létre. A jókora mocsaras mélyedésekkel tarkított parkban több, mint negyven emlősfaj él, köztük nagy példányszámban vízilovak és elefántok. A fehér orrszarvúnak ez az utolsó életképes populációja, és a kongói zsiráf is csak itt él természetes környezetében. A fehér orrszarvú egyébként is kis létszámú csoportja a háború és az orvvadászat miatt még jobban megfogyatkozott és az alfaj a kihalás szélére került. |                      |

| | Kahuzi-Biéga Nemzeti Park |
| 1980 |                           |
| Veszélyeztetett világörökségi helyszínek listájára került:1997 |                           |
| Természeti (X) |                           |
| Védett terület: 600 000 ha, hivatkozás: 137 |                           |
| Az ország keleti részén fekvő erdővel borított nemzeti parkot a keleti síkvidéki gorillák védelmére hozták létre. A parkban két kihunyt tűzhányó a Kahuzi és a Biega található. A park kisebb, keleti része a Mitumba-hegységet érinti, nagyobbik, nyugati része a Kongó-medencében fekszik. A nyugati rész esőerdő borítja, de a parkban 1200 – 1500 méteren mérsékelt égövi erdő is található. A 200 – 300 egyedre becsült gorilla-populáció kis csoportokban él az erdőben 2100 és 2400 méter tengerszint feletti magasságban. Összes egyedszámuk pár ezerre csökkent. A változatos növényvilágnak köszönhetően a park más főemlősöknek és emlősöknek is menedéket nyújt. Közülük a legfontosabbak a kelet-afrikai csimpánzok, valamint cerkófok, karcsúmajmok, elefántok, őserdei óriás disznók, antilopok, párducok és bivalyok. |                           |

| | Salonga Nemzeti Park |
| 1984 |                      |
| Veszélyeztetett világörökségi helyszínek listájára került: 1999 |                      |
| Természeti (VII)(IX) |                      |
| Védett terület: 3 600 000 ha, hivatkozás: 280 |                      |
| Az ország középső részén, a Kongó folyó mellékága, a Salonga folyó mentén elterülő nemzeti park Közép-Afrika egyik legnagyobb egybefüggő esőerdővel borított része. Az 1970-ben védelem alá helyezett 36 000 négyzetkilométer kiterjedésű terület a világ második legnagyobb esőerdei nemzeti parkja. A parkot azért hozták létre, hogy megőrizzék az esőerdő ökológiai szempontból létfontosságú részeit, amelyek védelem nélkül áldozatul estek volna a folyamatosan egyre nagyobb területeket igénylő mezőgazdaságnak. A parkon belül az esőerdő összetétele a domborzattól függően változik, háromféle típusa különböztethető meg, a mély-mocsaras-erdős síkság, a folyami terasz, valamint a magasabban fekvő száraz fennsík. A nemzeti park teljesen elszigetelt, csak vízi úton közelíthető meg. Ennek következtében számos faj menedéke, a legismertebb közülük a törpecsimpánz, más néven bonobó, amelynek minden természetes környezetben megtalálható populációja védett parkokban él. Az esőerdő menedéket nyújt más fajoknak is, az okapinak, a bongó antilopnak, a vízi cibetmacskának, a kongói pávának és az afrikai keskenyorrú krokodilnak. |                      |

| | Okapi Vadrezervátum |
| 1996 |                     |
| Veszélyeztetett világörökségi helyszínek listájára került: 1999 |                     |
| Természeti (X)()() |                     |
| Védett terület: 1 372 625 ha, hivatkozás: 718 |                     |
| Az 1992-ben védett területté nyilvánított 14000 négyzetkilométeres Okapi Vadrezervátum az ország északkeleti részén fekvő Ituri-esőerdő mintegy ötödét teszi ki. A Kongó-folyó medencéjében, Afrika egyik legnagyobb vízgyűjtő területén található rezervátum az 1890-ben felfedezett csíkos lábú, növényevő patás állatról, az okapiról híres, amelyről nevét kapta. Az okapik természetes környezetükben csak a kongói esőerdőkben fordulnak elő. Összes vadon élő egyedszámukat harmincezerre becsülik, közülük megközelítőleg ötezer példány él a rezervátum területén, amely több más veszélyeztetett főemlősnek és madárfajnak is menedéket nyújt. A rezervátumban hagyományos nomád életmódot folytató pigmeus csoportok élnek, akik kitűnően ismerik és hasznosítják az erdő erőforrásait. Élelmüket vadászattal és gyűjtögetéssel biztosítják, hálóval és íj segítségével vadásznak, valamint rovarokat, gombákat, gyümölcsöket, növényeket és mézet gyűjtenek. |                     |

## Javasolt helyszínek
| Név                       | Kép | Típus      | Kritérium | Év   | Hiv. |
| ------------------------- | --- | ---------- | --------- | ---- | ---- |
| Lomami Nemzeti Park       |     | Vegyes     | IX, X     | 2024 | 6699 |
| Garamba Nemzeti Park      |     | Természeti | IX, X     | 2024 | 6709 |
| Upemba-medence            |     | Vegyes     | -         | 1997 | 963  |
| Dimba és Ngovo barlangjai |     | Vegyes     | -         | 1997 | 961  |
| Matupi-barlang            |     | Vegyes     | -         | 1997 | 962  |